# Vinted
Vinted betreibt eine Online-Handelsplattform, deren ehemalige Tochterunternehmen unter den Namen Kleiderkreisel und Mamikreisel bekannt waren. Nutzer können auf Vinted via App oder mittels Browser Secondhandkleidung, Accessoires, Kosmetikprodukte und Elektronik verkaufen.
Die Vinted Limited ist ein international tätiges Unternehmen aus Litauen, das in 16 Ländern in Europa und Nordamerika vertreten ist und 2022 über 65 Millionen Mitglieder hatte.
Dabei wurden die ehemaligen Plattformen Kleiderkreisel und Mamikreisel Stück für Stück in den Mutterkonzern Vinted eingebracht und umbenannt.

## Geschichte

Logo von Kleiderkreisel

Vinted wurde 2008 unter dem Namen Miju Projects von Justas Janauskas und Milda Mitkute in Litauen gegründet. Kleiderkreisel selbst existierte ab 2009 und war die größte Plattform in der Vinted Gruppe. Kleiderkreisel war zunächst nur mit einem Webbrowser erreichbar und ursprünglich eine reine Tauschplattform. Ab 2010 begann Vinted mit der Entwicklung einer Mobile App, die sie im Jahr 2012 an Lemon Labs abgab. Ende 2012 wurde die App veröffentlicht.
In den Jahren 2013 bis 2015 erhielt Vinted Investitionen in Höhe von 60 Millionen Dollar, unter anderem von Accel Partners, Burda Principal Investments und Insight Venture Partners. Kleiderkreisel war zu diesem Zeitpunkt noch nicht profitabel. Um dies zu ändern, führte Kleiderkreisel im Jahr 2014 Gebühren für die Verkäufer ein. Zuvor war Kleiderkreisel kostenlos für die Nutzer. Die Einführung der Gebühren löste jedoch massive Proteste aus, wodurch Kleiderkreisel diese senkte. Im Gegenzug wurde das Schalten von Werbung auf Kleiderkreisel erhöht.
Ab dem 24. Januar 2021 wurde die Seite Kleiderkreisel deaktiviert; Benutzer sollten zu Vinted wechseln. Im November 2022 stellte Vinted die Option, Kleidungsstücke zu tauschen, ein; seitdem können Artikel ausschließlich zum Kauf angeboten werden. Anfang 2024 kündigte Vinted an, auch das Luxusportal Rebelle bis März vollständig einzustellen und in die eigene Plattform zu integrieren.
Im Juli 2024 verhängte die Datenschutzbehörde Litauens eine Strafe von 2,4 Millionen Euro gegen Vinted wegen Verstößen gegen die Datenschutz-Grundverordnung. Das Unternehmen habe Auskunftsrechte missachtet, Kundendaten nach Aufforderung durch diese nicht gelöscht und Kunden mit Shadowbans belegt.
Im November 2024 wurden die Handelsmöglichkeiten für Nutzer in Deutschland erweitert. Nun ist über die Plattform der Handel mit Nutzern in Frankreich und Italien möglich.

## Funktionen und Nutzer
Eingetragene Nutzer präsentieren auf Vinted Secondhandkleidung und weitere Produkte, um diese zu verkaufen oder zu verschenken. Die jeweiligen Anbieter der Waren liefern dabei die Fotos, die Beschreibung und nennen die Preisvorstellung. Verkaufte Produkte werden vom Anbieter mit der Post an den Käufer geschickt, dabei zahlt der Käufer einschließlich Porto oder zahlt über das Portal. Dort übernimmt Zahlungsdienstleister MangoPay SA die Abwicklung der Zahlung, wobei Nutzer sich auch ein Konto (Geldbörse) direkt auf Vinted anlegen können. Es fällt eine Vermittlungsgebühr von 70 Cent je Angebot zuzüglich 5 Prozent des Preises an, wobei ein Käuferschutz inklusive ist.
Im Jahr 2022 kam es zu einer Reihe von Betrugsfällen auf der Plattform. Dabei wurden sehr günstig Markenschuhe angeboten, die dann allerdings von Zalando geliefert und der Kundschaft zusätzlich dort in Rechnung gestellt wurden. Wollten Geschädigte ihr Geld über das Bezahlsystem zurückfordern, wurden sie unter Umständen sogar bedroht, da ihre Adresse jeweils im Nutzerprofil hinterlegt war. Beide Unternehmen waren über die Vorgehensweise bei den Betrugsfällen informiert. Vinted empfahl das hauseigene Abrechnungssystem mit Käuferschutz zu nutzen und Zalando nahm die Schuhe anstandslos zurück und löschte falsche Kundendaten.

## Marktwert und Nutzerzahlen
Der Firmenwert des wachsenden Unternehmens wurde im Mai 2021 bei 3,5 Milliarden Euro angesetzt. Zu den bereits bestehenden Kapitalgebern kamen neue Investoren, die insgesamt 250 Millionen Euro investierten.
In Deutschland hat Vinted zwischen neun und elf Millionen registrierte Mitglieder, weltweit sind es über 65 Millionen.

## Kritik
2016 kritisierte Kevin Goonewardena auf vice.com, dass Frauen auf Kleiderkreisel sexueller Belästigung ausgesetzt seien und Kleiderkreisel seine Nutzer zu wenig davor schütze. Kleiderkreisel kündigte daraufhin eine Verbesserung des Meldesystems an.
Im April 2025 berichtete die Tagesschau – basierend auf Recherchen von NDR, WDR und der Süddeutschen Zeitung –, dass Nutzerinnen der Plattform Opfer von sexueller Belästigung wurden. Dabei seien Profile sowie sogenannte Tragebilder ohne Wissen und Einwilligung der Betroffenen in sexualisierten Telegram-Gruppen verbreitet worden, was zu zahlreichen anstößigen Nachrichten führte.